# ウィーン盆地

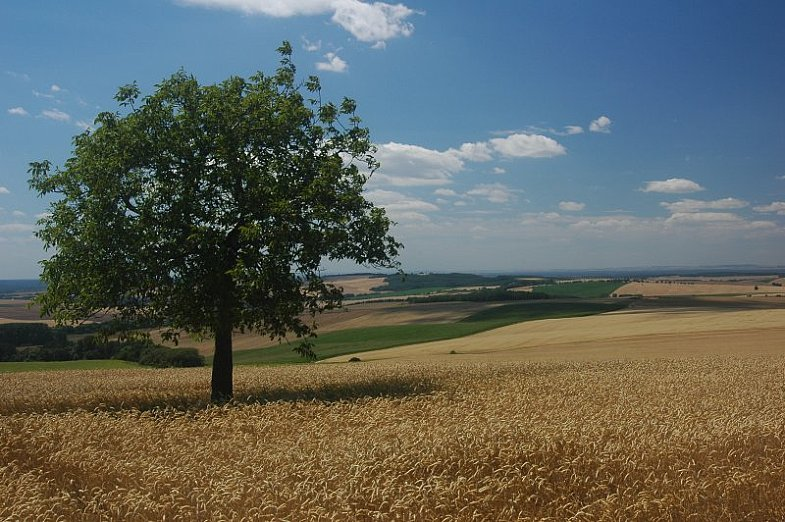
スロバキア国内にて

ウィーン盆地（ドイツ語: Wiener Becken、チェコ語: Vídeňská pánev、スロバキア語:Viedenská kotlina、スロベニア語:Dunajska kotlina）とは、アルプス山脈とカルパティア山脈の間に存在する堆積盆地である。

## 地形
ウィーン盆地の半分以上はオーストリアのニーダーエスターライヒ州に存在し、残りの領域は同国ウィーンとチェコ、スロバキアの両国家にも跨っている。また、特にチェコ国内の部分を低モラビア谷、スロバキア国内の部分をザーホリエ低地と呼ぶこともある。
標高が等しい領域は紡錘形をしており、その長さは50kmから200kmに及んでいる。また、地形的には谷がドナウ川の下流、ハンガリー側からの攻撃を守りやすいものとなっている。

## 地質
ウィーン盆地の地層は、主に新第三紀の堆積岩で構成されている。これは海面から引き離されることによって成立し、地震性の地殻変動を経て現在の形に至ったとされる。この地域で起こった有史時代の大きな地震としては、1590年のノイレンバッハ地震が挙げられるほか、それ以外にも4世紀中頃にも巨大な地震があり、カルヌントゥムに被害を及ぼしている。